# Wundanyi
Wundanyi är huvudort i distriktet Taita-Taveta i Kustprovinsen i Kenya. Folkmängden uppgick till 4 177 invånare vid folkräkningen 2009.